# Goydərə (Qobustan)
Goydərə è un comune dell'Azerbaigian situato nel distretto di Qobustan. Conta una popolazione di 452 abitanti.